# HAT-P-13b
HAT-P-13b es un planeta extrasolar a aproximadamente 697 año luz de distancia en la constelación de Osa Mayor. El planeta fue descubierto cuando transitaba a través de su sol, HAT-P-13. Este planeta es un Júpiter caliente con 0,851 veces la masa de Júpiter y el radio 1,28 El planeta tiene una masa menor, pero su tamaño total es más grande que Júpiter.